# Olivier Cyran
Pour les articles homonymes, voir Cyran.
Olivier Muller-Cyran, plus connu sous le nom d'Olivier Cyran est un journaliste indépendant allemand vivant en France.

## Biographie
Diplômé du Centre de formation des journalistes, Olivier Cyran collabore de 1991 à 2001 au journal Charlie Hebdo avant de se diriger vers d'autres projets comme la mise en place d'un nouveau journal mensuel, CQFD, à partir de 2003.
Il se spécialise aussi petit à petit dans la critique des médias et la critique sociale, la dénonciation des violences policières et de la double peine en collaborant notamment avec Le Monde diplomatique ou Le Plan B. En 2005, il participe à la réalisation d'Almanach critique des médias,, ouvrage humoristique très critique à l'égard des médias de masse composé d'enquêtes, d'interviews et d'analyses.
En 2011, il fait partie des signataires d'un manifeste refusant de soutenir Charlie Hebdo au lendemain d'un attentat au cocktail molotov ayant détruit les locaux du journal satirique. Deux ans plus tard, il décrit la ligne éditoriale adoptée depuis les attentats du 11 septembre 2001 par Charlie Hebdo comme une « machine à raffiner le racisme brut » effectuant un « pilonnage obsessionnel des musulmans », ce que Régis Soubrouillard de Marianne considère comme une accusation « lourde, sans nuances ».
Il collabore de 2013 à début 2015 au mensuel Article 11 dans lequel il signe des enquêtes critiques sur certains médias ou personnalités classées à gauche (dont Daniel Mermet).
En avril 2019, Olivier Cyran est convoqué par la police judiciaire à la suite d'une enquête préliminaire ouverte par le parquet de Paris après qu'il a fait « une banale blague » visant Pôle emploi sur le réseau social Twitter, rapporte Numerama. Parodiant un article sur les formations au « savoir-être » de l'établissement public chargé de l'emploi, il écrit : « On aimerait mieux être formé au savoir-brûler son Pôle emploi ».
Après avoir publié en 2016 Boulots de Merde !, un livre d'enquêtes sur le monde du travail coécrit avec Julien Brygo, Olivier Cyran a fait paraître en 2021 Sur les Dents, Ce qu'elles disent de nous et de la guerre sociale, un ouvrage qui explore la dentition « en tant qu'organe vital, marqueur social et terrain de lutte des classes ».

## Publications
- Viva Chiapas ! La drôle de révolution des zapatistes par Wolinski et Olivier Cyran, Charlie Hebdo, hors-série, 1996
- Almanach critique des médias, ouvrage coécrit avec Mehdi Ba, Les Arènes, 360 p., septembre 2005  (ISBN 2-912485-83-5)
- Les Éditocrates, ou comment parler de (presque) tout en racontant (vraiment) n'importe quoi, ouvrage coécrit avec Mona Chollet, Sébastien Fontenelle et Mathias Reymond, La Découverte, 196 p., 2009  (ISBN 978-2-7071-5869-7)
- Boulots de merde ! Du cireur au trader. Enquête sur l'utilité et la nuisance sociales des métiers, coécrit avec Julien Brygo, La Découverte, 273 p., 2016  (ISBN 978-2-7071-8545-7)
- Sur les dents. Ce qu'elles disent de nous et de la guerre sociale, La Découverte, 2021[10]